# Ibri
Ibri is een stad in Oman en is de hoofdplaats van de regio Az Zahirah.
Ibri telde in 2003 bij de volkstelling 97.429 inwoners.

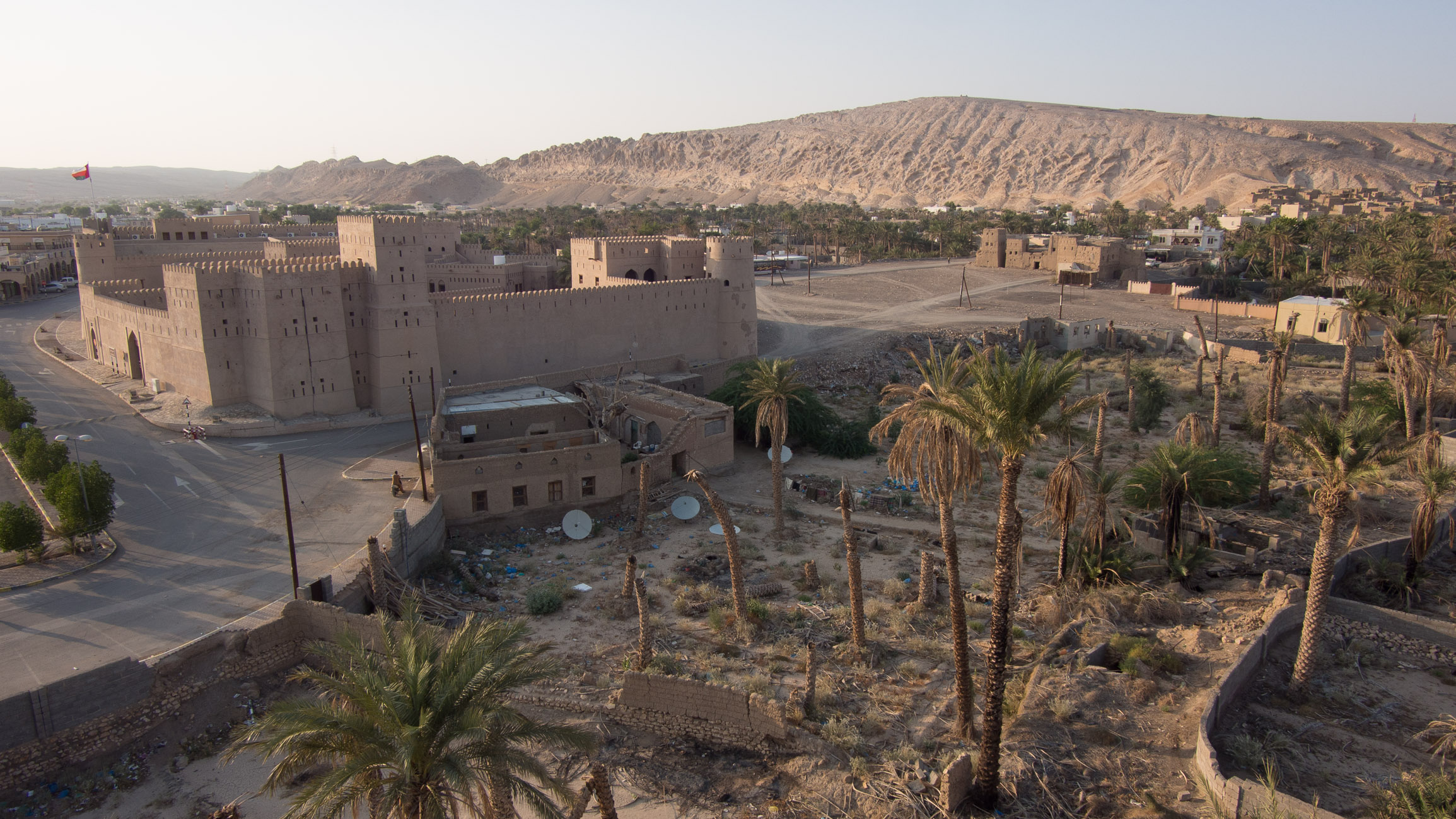